# Geir Frigård
Geir Frigård (né le 3 novembre 1970 à Vormsund en Norvège) est un joueur de football norvégien.

## Biographie

### Carrière internationale
Il fait ses débuts en amical avec l'équipe de Norvège le 15 janvier 1994 contre les États-Unis (défaite 2-1). Il inscrit son premier et seul but en sélection lors d'une victoire 1-0 le 7 septembre 1994 comptant pour les qualifications de l'Euro 1996 contre la Biélorussie.

## Palmarès
- Meilleur buteur du championnat d'Autriche (1) :
  - 1998